# 武勝県
武勝県（ぶしょう-けん）は中華人民共和国四川省広安市に位置する県。

## 地理
嘉陵江が県域を縦断するように流れている。

## 行政区画
- 鎮:沿口鎮、中心鎮、烈面鎮、飛竜鎮、楽善鎮、万善鎮、竜女鎮、三渓鎮、賽馬鎮、勝利鎮、金牛鎮、清平鎮、街子鎮、万隆鎮、礼安鎮、華封鎮、宝箴塞鎮、石盤鎮、鳴鐘鎮
- 郷:真静郷、猛山郷、双星郷、鼓匠郷

## 交通

### 鉄道
- 蘭渝線
  - 武勝駅（中国語版）

### 道路
- 高速道路
  -  蘭海高速道路
  -  広瀘高速道路（中国語版）
  -  広洪高速道路（中国語版）
- 国道
  - G212国道
  - G350国道（中国語版）
- 省道
  -  304省道

## 健康・医療・衛生
- 武勝県人民医院（中国語版）
- 武勝県第二人民医院
- 武勝県中医院（中国語版）